# 日下部元雄
日下部 元雄（くさかべ もとお、1945年 - ）は、日本の官僚から世界銀行の元副総裁を経験し、2003年からスタンフォード大学に所属し研究者とし、ソーシャルインパクトの研究を実施。
現在はオープン・シティー研究所を立ちあげCCSでの社会調査を進める。

## 経歴
日下部元雄は、1945年、宮城県仙台市で出生。父は、気象庁予報部長を務めた日下部文雄、祖父、日下部四郎太は物理学者。『物理学汎論』などを表し、岩石の弾性の研究により第2回帝国学士院賞を受賞し、近代地震学の基礎を開いた。アインシュタインとも親交を持ち、彼を長岡半太郎らと共に東北帝国大学に招いた。祖母、せいの曽祖父は、幕府の教育機関であった昌平坂学問所の教頭を務め、坂本竜馬とも親交のあった芳野金陵であった。
日下部元雄は東京大学理学部数学科卒業後、同大学大学院へ進み、1970年3月に修士課程（数学）を修了。同年4月 大蔵省に入省（主計局調査課）。1972年には米国・イェール大学経済学大学院に留学をし、Joseph Stiglitz教授に師事、博士前期課程を修了、イェール大学経済学修士を取得。1974年7月には理財局国債課の企画係長兼外債第一係長、1975年7月には山梨税務署長となる。
1976年7月には国際金融局国際機構課長補佐（国際機関）。1978年5月にはIMF理事補。IMF理事補としてSDRの創出などの金融問題に取り組む。1990年には設立されたばかりの欧州復興開発銀行に出向し、ソ連の崩壊により危機に瀕していた東欧諸国の市場経済化を支援した。国内経済面では、日米銀行局金融市場室長として、日米金融摩擦の最前線であった預金金利の自由化の3年間での完全実施の工程表を取りまとめ、金融制度改革担当の官房参事官時には、バブル崩壊後、不良債権を抱えるに至った日本の金融制度のシステム改革に取り組み、金融不良債権問題への抜本的な改革のため、リスク管理制度を法律化し、住専の処理機構や整理回収銀行の設立を行った。欧州復興開発銀行中央アジア局長などを務め、1985年から福岡国税局直税部長、1996年から国税庁長官官房国税審議官、1997年8月より世界銀行職員として勤務、1999年2月より副総裁（資源動員・協調融資担当）（〜2002年5月）。
2003年よりスタンフォード大学にて客員研究員（デジタル・ビジョン・プログラム）となる。ICTを開発に利用する20人余りの社会起業家への支援事業の責任者として従事。スタンフォード大学、マサチューセッツ工科大学、カーネギーメロン大学の三大学連携プロジェクトとして社会改革のための情報共有システムの開発を行った。
2009年、ロンドンで「都市の貧困や社会的排除に関する政策の研究・助言を行う活動」を開始するため、Open City Foundation, Co. Ltd.を設立。ロンドン・リバプール・東京を結ぶ貧困の負の連鎖の計量的調査をし、比較研究を実施。現在は、株式会社オープン・シティー研究所を東京に設立し、自ら開発したコミュニティ・カルテ・システム（CCS）での社会調査を実施。立命館アジア太平洋大学（APU）大学院アジア太平洋研究科の客員研究員。
2016年春の叙勲で瑞宝中綬章を受章。

## 著書
- 『アジアの金融危機は終わったか 経済再生への道』（日下部元雄）堀本善雄）日本評論社 1999年
- 『金融機関リスクマネジメント―市場理信用リスク対策３３講』（日下部元雄）金融財政事情研究会　1995年

## 寄稿
- 政策研究大学院大学　「2002/12/12 - ワシントン DC 開発フォーラム 政策議事録 No.12. 世界銀行と日本」